# Шерил Лий
Шерил Лин Лий (на английски: Sheryl Lynn Lee; родена на 22 април 1967 г.) е американска актриса. Известна е с ролите си на Лора Палмър и Мади Фъргюсън в култовия сериал „Туин Пийкс“ и филма „Туин Пийкс: Огън, следвай ме“.

## Личен живот
Била е женена за Джеси Даймънд, който е син на певеца Нийл Даймънд. Двамата имат син на име Илайджа.